# Ann Bancroft
Ann Bancroft, född 29 september 1955 i Minnesota, USA är en amerikansk äventyrare, författare och lärare.
1995 blev Bancroft invald i den amerikanska National Women's Hall of Fame.

## Biografi
Bancroft växte upp i Minnesota, och hennes pappa tog ofta med henne ut på kanotturer och camping. Redan vid unga år började hon själv ordna miniexpeditioner där hon tog med kusinerna på vintercamping på bakgården.
Bancroft har en idrottsexamen från University of Oregon och arbetade som lärare fram tills hon fick möjlighet att följa med på sin första polarexpedition 1986.

## Expeditioner
1986 blev Bancroft den första kvinnan att nå Nordpolen till fots och med hundsläde som enda kvinnan i Steger International Polar Expedition.
1992 blev Bancroft även den första kvinnan att korsa Grönland från öst till väst på skidor.
1993 ledde hon American Women’s Expedition, en grupp på fyra kvinnor som tog sig till Sydpolen på skidor, en sträcka på 965 kilometer (600 miles).
2001 blev hon och den norska polarutforskaren Liv Arensen de första kvinnorna att korsa den Antarktiska kontinenten.